# Carl Otto Fast
Karl Otto Fast, född 2 december 1884 i Åmåls stadsförsamling, Älvsborgs län, död 31 augusti Oscars församling, 1969 i Oscars församling, Stockholms stad, var en svensk gruvingenjör och lidelsefull amatörforskare. Han har kallats "Västgötaskolans fader".

## Biografi
Fast genomgick Bergsskolan i Filipstad 1903–05. Forntidsentusiast förefaller han ha blivit år 1906, när han låg vid Svea ingenjörkår och en manövernatt slog läger vid högarna i Gamla Uppsala.  Han läste en hel del om germansk mytologi och sagohistoria, ämnen som var på modet under 1900-talets första decennier. Åren 1929-30 utgav han själv ett par böcker eller broschyrer om bland annat Beowulfeposet och Eddans ortnamnsbestånd. Fast hävdade i Götaland, den forngermanska diktningens landskap år 1937, att den germanska kulturens stora diktverk Beowulf och Nibelungenlied med flera, hade utspelat sig i trakterna söder och väster om Vänern. Senare menade Fast även att det forntida  Uppsala legat i Västergötland, närmare bestämt invid byn Kleva på Kinnekulles uppland.
Fast fick uppskattning av arkeologiprofessorn Birger Nerman. Båda var i opposition mot den historiekritiska forskningen av Curt Weibull och andra akademiska historiker. Nerman kunde dock inte acceptera Fasts västgötska tolkning av fornsagorna.
Fast tillhörde grundarna av det nationalsocialistiska Samfundet Manhem. Han var dessutom en flitig skribent i till exempel Riksposten. Fast lyckades tidigt bli uppmärksammad i Tyskland där bland annat professor Gustav Neckel tog upp några av uppslagen i Fasts artiklar. 
Fast anklagade vid åtskilliga tillfällen andra forskare, både amatörkollegor och professionella, för att stjäla hans idéer – däribland Birger Nerman och Arthur Widéen. Det mest omtalade tillfället var vid  en disputation den 8 februari 1948 i Uppsala, då Fast anklagade arkeologen Eric Oxenstierna för att ha stulit uppslaget till Oxenstiernas doktorsavhandling "Die Urheimat der Goten".

## Litterära verk
- Götaland, den forngermanska diktningens landskap[10] (Göteborg 1937)
- Vänerbygdens sägner i Nordens fornhistoria[11] (Stockholm 1950)

Carl Otto Fast skrev även en del verk under pseudonymen Svionum.